# Rieux-en-Cambrésis
Rieux-en-Cambrésis è un comune francese di 1 498 abitanti situato nel dipartimento del Nord nella regione dell'Alta Francia.
Il territorio comunale è bagnato dalle acque del fiume Erclin.

## Società

### Evoluzione demografica
Abitanti censiti